# Dalopius japonicus
Dalopius japonicus là một loài bọ cánh cứng trong họ Elateridae. Loài này được Kishii miêu tả khoa học năm 1984.